# Smeringaspis
Smeringaspis là một chi bọ cánh cứng trong họ Chrysomelidae.
Chi này được miêu tả khoa học năm 1924 bởi Spaeth.

## Các loài
Các loài trong chi này gồm:
- Smeringaspis hirsuta Spaeth in Hincks, 1952
- Smeringaspis setifera (Boheman, 1854)